# Fernão Nunes
Fernão Nunes (também referido como Fernao Nuniz) foi um viajante, cronista e comerciante de cavalos português que viveu três anos em Vijayanagara, capital do Império Vijayanagara, ou "Reino de Bisnaga" (como era referido pelos portugueses) situado no Decão, no sul da Índia, entre 1535-1537. Os seus relatos revelam interessantes detalhes sobre Vijayanagara de então, incluindo a construção de grandes fortificações, torres de vigia, e muralhas. A partir das das anotações sabe-se que a expansão dos limites da capital real ocorreu sob o reinado dos reis Bukka Raya II e Deva Raya I.